# كأس إنترتوتو 1980
كأس إنترتوتو 1980 هو الموسم 20 من كأس إنترتوتو. فاز فيه نادي غوتبورغ.